# Рійкка Легтонен
Рійкка Легтонен (Riikka Hannele Lehtonen; 24 липня 1979, Кангасала, Фінляндія) — фінська волейболістка, діагональний нападник. Виступала за професіональні клуби Фінляндії, Франції, Італії, Японії, Туреччини, Греції і Азербайджану. Дворазова переможниця Ліги європейських чемпіонів. Учасниця чемпіонату світу з пляжного волейболу 2017 року і восьми чемпіонатів Європи. Фіналістка турніру Світової серії 2016 року в Антальї (у парі з Тару Лагті).

## Волейбол
Клубна кар'єра:
| Роки      | Команди                     |
| --------- | --------------------------- |
| 1995—1998 | «Оріведен Понністус»        |
| 1998—1999 | «Еуран Райку»               |
| 1999—2001 | «Ла-Рошетт»                 |
| 2001—2004 | «Расінг» (Канни)            |
| 2004—2005 | «Віченца»                   |
| 2005—2006 | «Фоппапедретті» (Бергамо)   |
| 2006—2007 | «НЕК Ред Рокетс» (Кавасакі) |
| 2007—2008 | «Вакіфбанк» (Стамбул)       |
| 2008—2009 | «Мінерва» (Павія)           |
| 2008—2009 | «Олімпіакос» (Пірей)        |
| 2009—2010 | «Сіріо» (Перуджа)           |
| 2010—2011 | «Ігтісадчі» (Баку)          |
| 2011—2012 | «Рівер» (П'яченца)          |
| 2012—2013 | «Крема»                     |
| 2013      | «Кангасала»                 |
| 2013      | «Азеррейл» (Баку)           |

## Пляжний волейбол
Її партнерками були: Саара Еско, Сірпа Нуолімо, Анніка Гуртамо, Таня Етеляаго, Тару Лагті (2009—2017), Аннійна Парккінен, Нетте Туомінен і Нійна Агтіайнен (2018—2021)
| Рік  | Турнір           | Місце | Напарниця       |
| ---- | ---------------- | ----- | --------------- |
| 2014 | Чемпіонат Європи | 25    | Тару Лагті      |
| 2015 | Європейські ігри | 9     | Тару Лагті      |
| 2015 | Чемпіонат Європи | 25    | Тару Лагті      |
| 2016 | Чемпіонат Європи | 25    | Тару Лагті      |
| 2017 | Чемпіонат світу  | 25    | Тару Лагті      |
| 2017 | Чемпіонат Європи | 25    | Нетте Туомінен  |
| 2018 | Чемпіонат Європи | 9     | Нійна Агтіайнен |
| 2019 | Чемпіонат Європи | 17    | Нійна Агтіайнен |
| 2020 | Чемпіонат Європи | 5     | Нійна Агтіайнен |
| 2021 | Чемпіонат Європи | 17    | Нійна Агтіайнен |

## Досягнення
Класичний волейбол
- Переможець Ліги чемпіонів (2): 2002, 2003
- Переможець Кубка виклику (1): 2008
- Чемпіон Фінляндії (2): 1997, 1999
- Володар кубка Фінляндії (4): 1997, 1998, 1999, 2013
- Чемпіон Франції (3): 2002, 2003, 2004
- Володар кубка Франції (2): 2003, 2004
- Чемпіон Італії (1): 2006
- Володар кубка Італії (1): 2006

Пляжний волейбол
- Чемпіон Фінляндії (12): 1997, 1998, 1999, 2000, 2007, 2011, 2012, 2015, 2016, 2018, 2019, 2020